# Campionati mondiali di short track 2017
I Campionati mondiali di short track 2017 (ufficialmente ISU World Short Track Speed Skating Championships 2017) sono stati la 42ª edizione della competizione organizzata dalla International Skating Union. Si sono svolti dal 10 al 12 marzo 2016 all'Ahoy Rotterdam di Rotterdam, nei Paesi Bassi.

## Podi
* Con l'asterisco è contrassegnato la pattinatrice o il pattinatore che non hanno partecipato alla finale, ma hanno comunque ricevuto la medaglia.

### Donne
| Evento              | Oro                                                  | Tempo    | Argento                                                               | Tempo    | Bronzo                                                                    | Tempo    |
| Classifica generale | Elise Christie Gran Bretagna                         | 89 punti | Marianne St-Gelais Canada                                             | 68 punti | Shim Suk-hee Corea del Sud                                                | 52 punti |
| 500 m               | Fan Kexin Cina                                       | 43.605   | Marianne St-Gelais Canada                                             | 43.630   | Kim Ji-yoo Corea del Sud                                                  | 43.744   |
| 1000 m              | Elise Christie Gran Bretagna                         | 1:30.818 | Marianne St-Gelais Canada                                             | 1:31.145 | Suzanne Schulting Paesi Bassi                                             | 1:31.597 |
| 1500 m              | Elise Christie Gran Bretagna                         | 2:54.369 | Marianne St-Gelais Canada                                             | 2:54.381 | Shim Suk-hee Corea del Sud                                                | 2:54.424 |
| 3000 m              | Shim Suk-hee Corea del Sud                           | 5:12.382 | Kim Ji-yoo Corea del Sud                                              | 5:12.464 | Elise Christie Gran Bretagna                                              | 5:12.542 |
| Staffetta 3000 m    | Cina Fan Kexin Guo Yihan Lin Yue Zang Yize Qu Chunyu | 4:14.058 | Ungheria Bernadett Heidum Andrea Keszler Sára Bácskai Petra Jászapáti | 4:14.627 | Giappone Ayuko Itō Hitomi Saitō Sumire Kikuchi Aoi Watanabe Moemi Kikuchi | 4:16.668 |

### Uomini
| Evento              | Oro                                                                   | Tempo    | Argento                                        | Tempo    | Bronzo                                                            | Tempo    |
| Classifica generale | Seo Yi-ra Corea del Sud                                               | 81 punti | Sjinkie Knegt Paesi Bassi                      | 73 punti | Samuel Girard Canada                                              | 37 punti |
| 500 m               | Sjinkie Knegt Paesi Bassi                                             | 41.832   | Wu Dajing Cina                                 | 41.891   | Seo Yi-ra Corea del Sud                                           | 42.036   |
| 1000 m              | Seo Yi-ra Corea del Sud                                               | 1:25.550 | Shaoang Liu Ungheria                           | 1:25.732 | Charles Hamelin Canada                                            | 1:25.829 |
| 1500 m              | Sin Da-woon Corea del Sud                                             | 2:16.919 | Samuel Girard Canada                           | 2:16.982 | Seo Yi-ra Corea del Sud                                           | 2:17.051 |
| 3000 m              | Sjinkie Knegt Paesi Bassi                                             | 4:47.344 | Seo Yi-ra Corea del Sud                        | 4:47.594 | Viktor An Russia                                                  | 4:48.362 |
| Staffetta 5000 m    | Paesi Bassi Daan Breeuwsma Sjinkie Knegt Itzhak de Laat Dennis Visser | 7:06.826 | Cina Wu Dajing Xu Hongzhi Han Tianyu Ren Ziwei | 7:07.523 | Ungheria Viktor Knoch Csaba Burján Shaolin Sándor Liu Shaoang Liu | 7:07.544 |

## Medagliere
| Pos.   | Paese         | Oro | Argento | Bronzo | Totale |
| ------ | ------------- | --- | ------- | ------ | ------ |
| 1      | Corea del Sud | 4   | 2       | 5      | 11     |
| 2      | Paesi Bassi   | 3   | 1       | 1      | 5      |
| 3      | Gran Bretagna | 3   | 0       | 1      | 4      |
| 4      | Cina          | 2   | 2       | 0      | 4      |
| 5      | Canada        | 0   | 5       | 2      | 7      |
| 6      | Ungheria      | 0   | 2       | 1      | 3      |
| 7      | Giappone      | 0   | 0       | 1      | 1      |
| 7      | Russia        | 0   | 0       | 1      | 1      |
| Totale | Totale        | 12  | 12      | 12     | 36     |